# Przestrzeń cs
Przestrzeń cs (albo przestrzeń ciągów sumowalnych) – przestrzeń wszystkich ciągów liczbowych {\displaystyle (a_{n})_{n}} o tej własności, że szereg
{\displaystyle \sum _{n=1}^{\infty }~a_{n}}
jest zbieżny. W przestrzeni {\displaystyle cs} można wprowadzić w naturalny sposób normę wzorem
{\displaystyle \|(a_{n})_{n}\|=\sup _{n\in \mathbb {N} }\left|\sum _{k=n}^{\infty }~a_{k}\right|.}
Przestrzeń cs z wyżej zdefiniowaną normą jest przestrzenią Banacha, która nie jest refleksywna. Można udowodnić, że przestrzenią sprzężoną do cs jest przestrzeń bv, tj. przestrzeń wszystkich ciągów liczbowych o wahaniu ograniczonym, tj. wszystkich takich ciągów {\displaystyle (b_{n})_{n},} że
{\displaystyle \|(b_{n})_{n}\|=|b_{1}|+\sum _{k=1}^{\infty }|b_{k+1}-b_{k}|<\infty .}
Przestrzeń cs jest izomorficzna z przestrzenią {\displaystyle c_{0}}, tj. przestrzenią wszystkich ciągów liczbowych zbieżnych do zera. Konstrukcja przestrzeni cs pochodzi od Eduarda Helly’ego.